# Hotel Mumbai: El Atentado
Hotel Mumbai: El Atentado es una película de suspenso de 2018 dirigida por Anthony Maras y escrita por John Collee y Maras. Se basa en el documental de 2009 Surviving Mumbai sobre los atentados de Bombay de 2008 en el Taj Mahal Palace Hotel en India. Está protagonizada por Dev Patel, Armie Hammer, Nazanin Boniadi, Anupam Kher, Tilda Cobham-Hervey, Jason Isaacs, Suhail Nayyar y Natasha Liu Bordizzo.
La película se estrenó en el Festival Internacional de Cine de Toronto el 7 de septiembre de 2018 y tuvo su estreno en Australia en el Festival de Cine de Adelaida el 10 de octubre de 2018. Fue estrenada en Australia el 14 de marzo de 2019 y en los Estados Unidos el 22 de marzo de 2019.

## Sinopsis
El 26 de noviembre de 2008, el joven camarero Arjun se presenta a trabajar en el Taj Mahal Palace Hotel en Mumbai, India, bajo la dirección del jefe de cocina Hemant Oberoi, quien recuerda a su personal que "el huésped es Dios". Los invitados del día incluyen a la heredera británico-iraní Zahra Kashani y su esposo estadounidense David, con su hijo pequeño Cameron y su niñera Sally, así como el exagente de Spetznaz Vasili Gordesky. 
Esa noche, 10 terroristas que formaban parte del grupo terrorista Lashkar-e-Taiba, dirigido por un hombre misterioso conocido como "el Toro", lanzan un asalto coordinado contra 12 lugares en Mumbai, incluido el hotel. Como la policía local no está debidamente capacitada o equipada para manejar el ataque, solo puede esperar a que lleguen las fuerzas especiales de Nueva Delhi. En el caos resultante, Arjun, David, Zahra y Vasili están atrapados en el restaurante del hotel con varios otros huéspedes, mientras que Sally, sin darse cuenta de lo que está sucediendo, permanece con Cameron en su habitación de hotel.
David se cuela entre los terroristas y alcanza con éxito a Sally y Cameron. Arjun sigue las instrucciones de Oberoi y acompaña a los huéspedes bajo su cuidado al Chambers Lounge, un club exclusivo escondido dentro del hotel, donde esperan permanecer a salvo. David, Sally y Cameron intentan reagruparse con ellos, pero los terroristas capturan a David a punta de pistola mientras que Sally y Cameron están atrapados en un armario. Como rehén, David está atado en el suelo en una habitación separada.
Mientras tanto, el oficial de policía Dev y su compañero Patel deciden ingresar al hotel con la esperanza de llegar a la sala de seguridad para poder rastrear los movimientos de los terroristas. Arjun intenta escoltar a una turista mortalmente herida, Bree, fuera de las instalaciones para que pueda llegar a un hospital. Los dos se encuentran con la policía, pero Bree entra en pánico y huye, solo para ser asesinada a tiros por un terrorista. Arjun escolta a la policía hasta la sala de seguridad y descubren que los terroristas están a punto de irrumpir en el Chambers Lounge utilizando la identificación de un policía que mataron antes. El oficial de policía DC Vam ordena a Arjun que se quede quieto mientras ataca a los terroristas, hiriendo con éxito a uno antes de ser expulsado. Contra el consejo de Oberoi, Zahra y Vasili deciden salir del salón para escapar, pero también son capturados y tomados como rehenes. Los terroristas obligan a Zahra y Vasili a punta de pistola a unirse a sus otros rehenes (incluido David), todos los cuales yacen amarrados en el suelo. En poco tiempo, Zahra y Vasili están igualmente atados y Zahra se une a su esposo, David, en el suelo con las manos atadas a la espalda.
Finalmente, llegan las fuerzas especiales de Nueva Delhi y el Toro ordena a los terroristas que pasen a la fase final de su plan: incendiar el hotel. Los terroristas dejan a su miembro herido, Imran, para proteger a los rehenes atados a punta de pistola. Pero Bull finalmente le dice a Imran que mate a todos los rehenes, que permanecen impotentes en el suelo con las muñecas aseguradas detrás de ellos. Imran dispara tanto a David como a Vasili, pero perdona a Zahra cuando comienza a recitar una oración musulmana, ignorando la orden del Toro de dispararle a ella independientemente. Como ya no es un rehén, Zahra logra desatarse y escapar.
Arjun se reagrupa con Oberoi y evacua a los invitados restantes, tropezando con Sally y Cameron en el proceso, quienes se encontraban en un armario encerrados. Las fuerzas especiales matan a los terroristas restantes, y Zahra es evacuada por una plataforma de trabajo aérea, reuniéndose con Sally y Cameron. Una vez que el hotel está seguro, Arjun regresa a casa y se reúne con su esposa e hija.
Un guion de cierre revela que los responsables de planear el ataque permanecen libres hasta el día de hoy, pero el hotel fue reparado y reabrieron partes pocos meses después del evento. Las escenas finales muestran un monumento al personal y los huéspedes que lucharon en la Batalla del Hotel Mumbai y las imágenes de la gran reapertura del hotel, 3 meses después.

## Reparto
- Dev Patel como Arjun.
- Armie Hammer como David.
- Nazanin Boniadi como Zahra.
- Anupam Kher como el chef Hemant Oberoi.
- Tilda Cobham-Hervey como niñera Sally.
- Jason Isaacs como Vasili.
- Alex Pinder como el mayordomo Jim.
- Amandeep Singh como Imran.
- Suhail Nayyar como Abdullah.
- Natasha Liu Bordizzo como Bree.
- Angus McLaren como Eddie.
- Yash Trivedi como Ajay.
- Vipin Sharma como gerente del hotel.
- Manoj Mehra como Houssam.
- Carmen Duncan como Lady Wynn.

## Producción
El 11 de febrero de 2016, se anunció que Dev Patel y Armie Hammer se unieron al reparto de la película, junto a los actores Nazanin Boniadi, Teresa Palmer y Suhail Nayyar, mientras que Nikolaj Coster-Waldau y Anupam Kher también iniciaron negociaciones. John Collee y Anthony Maras escribieron el guion, que Maras dirigiría, mientras que Basil Iwanyk produciría la película a través de Thunder Road Pictures junto con Jomon Thomas de Xeitgeist, Gary Hamilton de Arclight Films y Mike Gabrawy, Andrew Ogilvie de Electric Pictures y Julie Ryan.
En junio, Tilda Cobham-Hervey se unió al elenco después de que Teresa Palmer se retiró temprano en su segundo embarazo y en agosto, Jason Isaacs se unió. El 7 de septiembre de 2016, Natasha Liu Bordizzo también se unió a la película para interpretar a Bree, una turista atrapada en el ataque.

### Rodaje
En agosto de 2016, la fotografía principal de la película comenzó en los estudios de Adelaide Film, dirigidos por South Australian Film Corporation. El rodaje continuó en la India a principios de 2017.

## Estreno
En mayo de 2016, The Weinstein Company adquirió los derechos de distribución de la película en Estados Unidos y Reino Unido pero en abril de 2018, se anunció que The Weinstein Company ya no distribuiría la película. En agosto de 2018, Bleecker Street y ShivHans Pictures adquirieron los derechos de distribución de la película en los Estados Unidos.
La película tuvo su estreno mundial en el Festival Internacional de Cine de Toronto el 7 de septiembre de 2018. Fue estrenada en Australia el 14 de marzo de 2019, por Icon Film Distribution, en Estados Unidos el 22 de marzo de 2019 y en el Reino Unido el 3 de mayo de 2019, por Sky Cinema y NowTV.
La película fue sacada de los cines de Nueva Zelanda debido a los Atentados de Christchurch